# Tethystola dispar
Tethystola dispar là một loài bọ cánh cứng trong họ Cerambycidae.